# L'arciere del re (film)
L'arciere del re (Quentin Durward) è un film del 1955 diretto da Richard Thorpe.

## Trama
Nel 1465, l'onorevole ma squattrinato cavaliere scozzese Quentin Durward accetta di andare in Francia per scoprire se la giovane e bella ereditiera Isabella, contessa di Marcroy, sarebbe una moglie adatta per l'anziano zio (cioè se è ricca come è sostenuto). Il matrimonio viene organizzato da Carlo, duca di Borgogna, con l'intento di consolidare un'alleanza con la Scozia; ma lei non vuole avere niente a che fare con ciò, così fugge e cerca la protezione del grande rivale di Carlo, il re di Francia Luigi XI. Quentin la segue e riesce a sventare un tentativo di rapina da parte di briganti sotto il comando del conte William de La Marck, anche se Isabella continua per la sua strada ignara dell'identità del suo protettore.
Nei pressi della corte di re Luigi, Quentin prova a salvare la vita a una zingara, ma non vi riesce. Tuttavia, il fratello della donna, Hayraddin, gli è grato per i suoi sforzi. Luigi, che aveva ordinato l'impiccagione dell'uomo come spia della Borgogna, e sospetta sia di uomini onesti che di Quentin, ordina a quest'ultimo di lasciare la Francia. Tuttavia, lo scozzese non si scoraggia; si intrufola nel castello strettamente sorvegliato e sveglia il re nel suo letto con un pugnale alla gola. Luigi, colpito, assume Quentin a suo servizio.
All'arrivo inaspettato del conte Filippo de Creville, l'ambasciatore di Borgogna cerca Isabella; Luigi la nasconde e ordina a Quentin di sorvegliarla e di tenere segreta la sua presenza. Durante il tempo che trascorrono insieme, Isabella e Quentin iniziano ad innamorarsi.
Dopo aver mentito sulla presenza di Isabella nel castello, Luigi le ordina di partire. Lei gli dice che cercherà rifugio presso un vecchio amico, il vescovo di Liegi. Il re inventa così un piano per rapire De la Marck e sposare Isabella con la forza, al fine di mantenere strategicamente le terre importanti fuori dalle mani della Borgogna. Sfrutta Hayraddin, spia alle sue dipendenze, per attingere informazioni e per corrompere con denaro De la Marck. Luigi fornisce a Isabella un dettagliato itinerario, facendo in modo che De la Marck la scovi con facilità. Le invia anche alcune guardie, Hayraddin come guida, e Quentin, in modo che quando verranno uccisi, si terrà lontano ogni sospetto sul re. Tuttavia, quando scopre che Quentin è destinato ad essere assassinato, cambia idea e avverte lo scozzese. I tre riescono a sfuggire alla trappola e raggiungere Liegi.
Quentin dice finalmente a Isabella dell'impegno verso lo zio, che gli impedisce di corteggiarla, e se ne va. De la Marck attacca il castello, cattura Isabella, e uccide il vescovo quando questi rifiuta di sposarli. Sentendo i rumori della battaglia, Quentin torna, uccide De la Marck in un duello e salva il suo amore.
Nel frattempo, il duca di Borgogna fa arrestare re Luigi accusandolo di aver orchestrato l'assassinio del vescovo. Quentin arriva e scagiona il re, fornendo come prova la testa mozzata di De la Marck. Nel frattempo Quentin riceve la notizia della morte dello zio, così è libero di seguire il suo cuore.

## Produzione
Il film risulta il terzo di una trilogia non ufficiale prodotta dallo stesso regista e produttore e con protagonista Robert Taylor. I primi due erano Ivanhoe e I cavalieri della Tavola Rotonda.
La parte di Isabella venne inizialmente offerta a Grace Kelly, che la rifiutò.

## Luoghi delle riprese
Girato prevalentemente in Francia, tra cui i comuni di Chambord, Chenonceaux e Maintenon, nei dipartimenti di Eure-et-Loir, Indre e Loira, Loir-et-Cher, nella Valle della Loira e nel castello di Chambord, il castello di Chenonceau e il castello di Maintenon; altre scene sono state girate  nel castello di Bodiam situato nella contea dell'East Sussex, in Inghilterra.